# Videogiochi nel 2000

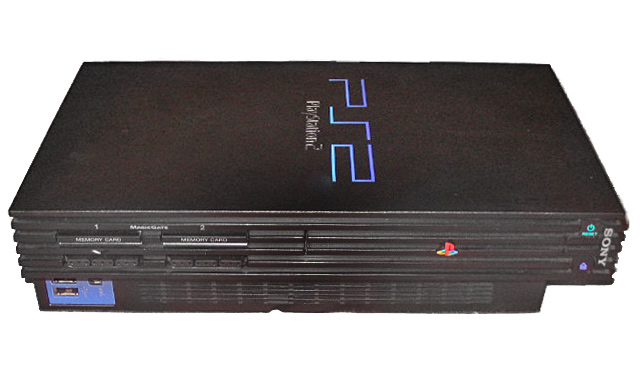
PlayStation 2

Eventi rilevanti avvenuti nell'industria dei videogiochi nel 2000. 
Per un elenco delle voci su giochi usciti nell'anno vedi Categoria:Videogiochi del 2000.

## Eventi
- gennaio — la Digital Illusions CE acquisisce gli studi della Refraction Games e il 90% della Synergenix Interactive.
- 4 febbraio — Maxis presenta The Sims capostipite di una serie di enorme successo.
- 4 marzo — Sony pubblica la console PlayStation 2 in Giappone.
- giugno — Sony Corporation acquista Verant Interactive, Inc.
- 19 giugno — Microsoft Corporation acquista Bungie Software Products Corp.
- 30 giugno - Nintendo dismette Satellaview e i relativi servizi.
- luglio — SEGA AM5 team viene rinominato Sega Rosso.
- 15 ottobre — nVidia Corporation acquista le proprietà intellettuali della 3Dfx Interactive, Inc.
- 26 ottobre — Sony pubblica la console PlayStation 2 nel Nord America.
- novembre — IO Interactive sviluppa Hitman: Codename 47.
- 24 novembre — Sony pubblica la console PlayStation 2 in Europa.
- 30 dicembre — Bandai presenta la console portatile WonderSwan Color in Giappone.
- Electronic Arts Inc. acquista DreamWorks Interactive, LLC (divisione videogiochi della DreamWorks SKG)
- 24 maggio — i Looking Glass Studios chiudono.
- THQ Inc. acquista Volition
- Ubi Soft Entertainment, Inc. acquista Red Storm Entertainment, Inc.
- SEGA presenta il sistema arcade Naomi 2.
- SEGA AM6 R&D viene rinominato Smilebit.
- Yeti Interactive viene fondata
- Mattel, Inc. vende Learning Co. a Gores Technology Group
- Midway / Williams dismette il marchio Atari.
- Toymax pubblica il controller/console Activision TV Games.
- Tiger Electronics dismette la console portatile Game.com
- SEGA dismette la console Sega Saturn in Giappone.
- Viene chiusa la Riverhillsoft
- Viene chiusa la Simulmondo.
- Fallisce la Whoopee Camp, con la bilogia di Tombi! come unici due giochi da essa pubblicati.

## Principali giochi pubblicati
| DC  | Dreamcast      | N64 | Nintendo 64 | PS2 | PlayStation 2     |
| GBC | Game Boy Color | PS1 | PlayStation | Win | Microsoft Windows |

| Mese            | Giorno | Titolo                                                 | Piattaforma/e      | Fonte/i |
| --------------- | ------ | ------------------------------------------------------ | ------------------ | ------- |
| G E N A I O     | 18     | South Park Rally                                       | Win, PS1, N64, DC  |         |
| G E N A I O     | 24     | Crazy Taxi                                             | DC                 |         |
| G E N A I O     | 24     | Mario Party 2                                          | N64                |         |
| G E N A I O     | 27     | Dragon Warrior Monsters                                | GBC                |         |
| G E N A I O     | 31     | Nox                                                    | Win                |         |
| F E B R A I O   | 3      | Resident Evil Code: Veronica                           | DC                 |         |
| F E B R A I O   | 3      | NASCAR Rumble                                          | PS1                |         |
| F E B R A I O   | 4      | The Sims                                               | Win                |         |
| F E B R A I O   | 10     | Vagrant Story                                          | PS1                |         |
| F E B R A I O   | 28     | SimCity 64                                             | N64                |         |
| F E B R A I O   | 29     | Dead or Alive 2                                        | DC                 |         |
| F E B R A I O   | 29     | Need for Speed: Porsche 2000                           | PS1, Win           |         |
| F E B R A I O   | 29     | Rayman 2: The Great Escape                             | DC                 |         |
| F E B R A I O   | 29     | Sword of the Berserk                                   | DC                 |         |
| F E B R A I O   | 29     | Die Hard Trilogy 2: Viva Las Vegas                     | PS1, Win           |         |
| M A R Z O       | 3      | ECW Hardcore Revolution                                | PS1, N64, DC, GBC  |         |
| M A R Z O       | 9      | Supreme Snowboarding                                   | Win                |         |
| M A R Z O       | 16     | Allegiance                                             | Win                |         |
| M A R Z O       | 16     | Command & Conquer: Tiberian Sun Firestorm              | Win                |         |
| M A R Z O       | 21     | Thief II: The Metal Age                                | Win                |         |
| M A R Z O       | 22     | Risk II                                                | Win                |         |
| M A R Z O       | 22     | Star Wars: Force Commander                             | Win                |         |
| M A R Z O       | 27     | Soldier of Fortune                                     | Win                |         |
| M A R Z O       | 30     | Theocracy                                              | Win                |         |
| M A R Z O       | 31     | Tech Romancer                                          | DC                 |         |
| M A R Z O       | 31     | MDK2                                                   | Win                |         |
| M A R Z O       | 31     | Le Mans 24 Hours                                       | Win, PS1           |         |
| M A R Z O       | 31     | Resident Evil: Survivor                                | Win, PS1           |         |
| A P R I L E     | 4      | Star Wars: Episodio I Racer                            | DC                 |         |
| A P R I L E     | 10     | Imperium Galactica II                                  | Win                |         |
| A P R I L E     | 27     | Love Story                                             | PS2                |         |
| A P R I L E     | 28     | Gundam Side Story 0079: Rise from the Ashes            | DC                 |         |
| A P R I L E     | 28     | Lemmings Revolution                                    | Win                |         |
| A P R I L E     | 30     | Wild Arms 2                                            | PS1                |         |
| M A G I O       | 5      | Metal Gear: Ghost Babel                                | GBC                |         |
| M A G I O       | 9      | Tom Clancy's Rainbow Six                               | DC                 |         |
| M A G I O       | 9      | MediEvil 2                                             | PS1                |         |
| M A G I O       | 14     | Bomberman Max                                          | GBC                |         |
| M A G I O       | 20     | Ronaldo V-Football                                     | PS1, GBC           |         |
| M A G I O       | 26     | Daikatana                                              | N64                |         |
| M A G I O       | 30     | Wario Land 3                                           | GBC                |         |
| G I U G N O     | 1      | Ground Control                                         | Win                |         |
| G I U G N O     | 1      | Tomb Raider: The Nightmare Stone                       | GBC                |         |
| G I U G N O     | 2      | Le Mans 24 Hours                                       | GBC                |         |
| G I U G N O     | 8      | Hogs of War                                            | Win, PS1           |         |
| G I U G N O     | 9      | Daikatana                                              | Win                |         |
| G I U G N O     | 14     | Trick Boarder                                          | GBC                |         |
| G I U G N O     | 14     | Dracula: La risurrezione                               | Win, PS1           |         |
| G I U G N O     | 16     | The Misadventures of Tron Bonne                        | PS1                |         |
| G I U G N O     | 16     | Shogun: Total War                                      | Win                |         |
| G I U G N O     | 22     | Omikron: The Nomad Soul                                | DC                 |         |
| G I U G N O     | 24     | Looney Tunes Collector Starring Bugs Bunny             | GBC                |         |
| G I U G N O     | 26     | Deus Ex                                                | Win                |         |
| G I U G N O     | 29     | Diablo II                                              | Win                |         |
| G I U G N O     | 29     | Icewind Dale                                           | Win                |         |
| G I U G N O     | 29     | Marvel vs. Capcom 2: New Age of Heroes                 | DC                 |         |
| G I U G N O     | 29     | Persona 2: Eternal Punishment                          | PS1                |         |
| G I U G N O     | 30     | Homeworld: Cataclysm                                   | Win                |         |
| G I U G N O     | 30     | Draconus: Cult of The Wyrm                             | DC                 |         |
| G I U G N O     | 30     | Perfect Dark                                           | N64                |         |
| G I U G N O     | 30     | Destruction Derby Raw                                  | PS1                |         |
| L U G L I O     | 7      | Colin McRae Rally 2.0                                  | PS1                |         |
| L U G L I O     | 14     | A sangue freddo                                        | PS1                |         |
| L U G L I O     | 14     | KISS: Psycho Circus - The Nightmare Child              | Win                |         |
| L U G L I O     | 20     | Syphon Filter 2                                        | PS1                |         |
| L U G L I O     | 24     | Midnight Club: Street Racing                           | PS2                |         |
| L U G L I O     | 29     | International Superstar Soccer                         | PS1, N64, GBC      |         |
| A G O S T O     | 4      | Heavy Metal: F.A.K.K.²                                 | Win                |         |
| A G O S T O     | 4      | Oro e gloria: La strada per El Dorado                  | GBC                |         |
| A G O S T O     | 15     | Chrono Cross                                           | PS1                |         |
| A G O S T O     | 15     | WWF Royale Rumble                                      | DC                 |         |
| A G O S T O     | 24     | Age of Empires II: The Conquerors                      | Win                |         |
| A G O S T O     | 24     | Power Stone 2                                          | DC                 |         |
| A G O S T O     | 25     | Parasite Eve II                                        | PS1                |         |
| A G O S T O     | 25     | Grind Session                                          | PS1                |         |
| A G O S T O     | 26     | Dragon Quest VII: I guerrieri dell’Eden                | PS1                |         |
| S E T E M B R E | 1      | ECW Anarchy Rulz                                       | PS1                |         |
| S E T E M B R E | 1      | Carmageddon TDR 2000                                   | Win                |         |
| S E T E M B R E | 6      | International Track & Field: Summer Games              | PS1, N64, GBC      |         |
| S E T E M B R E | 8      | Chase the Express                                      | PS1                |         |
| S E T E M B R E | 8      | Nightmare Creatures II                                 | DC                 |         |
| S E T E M B R E | 8      | The Ring: Terror's Realm                               | DC                 |         |
| S E T E M B R E | 13     | LEGO Stunt Rally                                       | Win                |         |
| S E T E M B R E | 15     | Spider-Man                                             | PS1, GBC           |         |
| S E T E M B R E | 15     | Star Trek: Voyager - Elite Force                       | Win                |         |
| S E T E M B R E | 15     | Messiah                                                | Win                |         |
| S E T E M B R E | 15     | Team Buddies                                           | PS1                |         |
| S E T E M B R E | 24     | Baldur’s Gate II: Shadows of Amn                       | Win                |         |
| S E T E M B R E | 25     | Dracula 2: L'ultimo santuario                          | Win                |         |
| S E T E M B R E | 26     | International Track & Field: Summer Games              | DC                 |         |
| S E T E M B R E | 29     | Mortal Kombat: Special Forces                          | PS1                |         |
| S E T E M B R E | 29     | Daikatana                                              | GBC                |         |
| S E T E M B R E | 29     | Tony Hawk’s Pro Skater 2                               | PS1                |         |
| O T O B R E     | 5      | American McGee’s Alice                                 | Win                |         |
| O T O B R E     | 5      | Tatsunoko Fight                                        | PS1                |         |
| O T O B R E     | 6      | Space Channel 5                                        | DC                 |         |
| O T O B R E     | 6      | Madden NFL 2001                                        | Win, PS1           |         |
| O T O B R E     | 6      | Formula One 2000                                       | PS1                |         |
| O T O B R E     | 6      | Midtown Madness 2                                      | Win                |         |
| O T O B R E     | 12     | Nightmare Creatures II                                 | PS1                |         |
| O T O B R E     | 13     | Blues Brothers 2000                                    | N64                |         |
| O T O B R E     | 13     | Dave Mirra Freestyle BMX                               | PS1, GBC           |         |
| O T O B R E     | 20     | Paperino: Operazione Papero                            | GBC                |         |
| O T O B R E     | 20     | A Sangue Freddo                                        | Win                |         |
| O T O B R E     | 20     | Europa Universalis                                     | Win                |         |
| O T O B R E     | 26     | TimeSplitters                                          | PS2                |         |
| O T O B R E     | 27     | Xtreme Sports                                          | DC                 |         |
| O T O B R E     | 27     | Command & Conquer: Red Alert 2                         | Win                |         |
| O T O B R E     | 27     | Bust-a-Move Millennium                                 | GBC                |         |
| O T O B R E     | 30     | Micro Maniacs                                          | PS1                |         |
| N O V E M B R E | 3      | Mario Tennis                                           | N64                |         |
| N O V E M B R E | 3      | Hogs of War                                            | Win                |         |
| N O V E M B R E | 3      | Rune                                                   | Win                |         |
| N O V E M B R E | 9      | The Operative: No One Lives Forever                    | Win                |         |
| N O V E M B R E | 10     | Spyro: Year of the Dragon                              | PS1                |         |
| N O V E M B R E | 10     | Cue Club                                               | Win                |         |
| N O V E M B R E | 10     | Tales of Phantasia: Narikiri Dungeon                   | GBC                |         |
| N O V E M B R E | 10     | Tom & Jerry in Per un pugno di pelo                    | N64                |         |
| N O V E M B R E | 14     | The Jungle Book: Mowgli's Wild Adventure               | GBC                |         |
| N O V E M B R E | 15     | La carica dei 102: Cuccioli alla riscossa              | DC                 |         |
| N O V E M B R E | 17     | The Legend of Zelda: Majora's Mask                     | N64                |         |
| N O V E M B R E | 17     | Tony Hawk’s Pro Skater 2                               | Win, GBC           |         |
| N O V E M B R E | 17     | Signore dell’Olimpo - Zeus                             | Win                |         |
| N O V E M B R E | 17     | 007: The World Is Not Enough                           | Win, PS1, N64, GBC |         |
| N O V E M B R E | 17     | Fuga da Monkey Island                                  | Win                |         |
| N O V E M B R E | 17     | Tomb Raider: Chronicles                                | Win, PS1, DC       |         |
| N O V E M B R E | 17     | Driver 2: Back on the Streets                          | PS1                |         |
| N O V E M B R E | 17     | Il libro della giungla - Il ballo della giungla        | PS1                |         |
| N O V E M B R E | 17     | Le Mans 24 Hours                                       | DC                 |         |
| N O V E M B R E | 17     | Ms. Pac-Man Maze Madness                               | PS1                |         |
| N O V E M B R E | 17     | Sheep                                                  | Win, PS1           |         |
| N O V E M B R E | 17     | Shin Megami Tensei: Devil Children Black Book/Red Book | PS1, GBC           |         |
| N O V E M B R E | 20     | Gunman Chronicles                                      | Win                |         |
| N O V E M B R E | 21     | Sin and Punishment                                     | N64                |         |
| N O V E M B R E | 23     | Star Trek: Deep Space Nine - The Fallen                | Win                |         |
| N O V E M B R E | 24     | Dynasty Warriors 2                                     | PS2                |         |
| N O V E M B R E | 24     | Jet Set Radio                                          | DC                 |         |
| N O V E M B R E | 24     | FantaVision                                            | PS2                |         |
| N O V E M B R E | 24     | SSX                                                    | PS2                |         |
| N O V E M B R E | 24     | Tekken Tag Tournament                                  | PS2                |         |
| N O V E M B R E | 24     | Incredible Crisis                                      | PS1                |         |
| N O V E M B R E | 24     | Sacrifice                                              | Win                |         |
| N O V E M B R E | 24     | MechWarrior 4: Vengeance                               | Win                |         |
| N O V E M B R E | 24     | Bugs Bunny e Taz in viaggio nel tempo                  | PS1                |         |
| N O V E M B R E | 24     | Dino Crisis 2                                          | PS1                |         |
| N O V E M B R E | 24     | FIFA 2001                                              | Win, PS1, PS2      |         |
| N O V E M B R E | 24     | Galline in fuga - Chicken Run                          | PS1, DC, GBC       |         |
| N O V E M B R E | 24     | Orphen: Scion of Sorcery                               | PS2                |         |
| N O V E M B R E | 24     | Smuggler's Run                                         | PS2                |         |
| N O V E M B R E | 27     | Sea Dogs                                               | Win                |         |
| D I C E M B R E | 1      | Crash Bash                                             | PS1                |         |
| D I C E M B R E | 1      | Shenmue                                                | DC                 |         |
| D I C E M B R E | 1      | Hitman Codename 47                                     | Win                |         |
| D I C E M B R E | 1      | Aladdin: La vendetta di Nasira                         | PS1                |         |
| D I C E M B R E | 1      | Alien Resurrection                                     | PS1                |         |
| D I C E M B R E | 1      | Medal of Honor: Underground                            | PS1                |         |
| D I C E M B R E | 1      | Tom and Jerry in Casa Dolce Casa                       | PS1                |         |
| D I C E M B R E | 7      | Madden NFL 2001                                        | PS2                |         |
| D I C E M B R E | 8      | Paperino: Operazione Papero                            | N64                |         |
| D I C E M B R E | 8      | Dave Mirra Freestyle BMX                               | DC                 |         |
| D I C E M B R E | 8      | La carica dei 102: Cuccioli alla riscossa              | PS1, GBC           |         |
| D I C E M B R E | 8      | Bugs Bunny e Taz in viaggio nel tempo                  | Win                |         |
| D I C E M B R E | 8      | Colin McRae Rally 2.0                                  | Win                |         |
| D I C E M B R E | 8      | International Track & Field: Summer Games              | PS2                |         |
| D I C E M B R E | 10     | Monster Rancher Hop-A-Bout                             | PS1                |         |
| D I C E M B R E | 15     | 007 Racing                                             | PS1                |         |
| D I C E M B R E | 15     | Tony Hawk’s Pro Skater 2                               | DC                 |         |
| D I C E M B R E | 15     | Strider 2                                              | PS1                |         |
| D I C E M B R E | 15     | Paperino: Operazione Papero                            | PS1, DC            |         |
| D I C E M B R E | 15     | The Grinch                                             | Win, PS1, DC, GBC  |         |
| D I C E M B R E | 15     | Capcom vs. SNK Millennium Fight 2000                   | DC                 |         |
| D I C E M B R E | 15     | Galline in fuga - Chicken Run                          | Win                |         |
| D I C E M B R E | 15     | Oro e gloria: La strada per El Dorado                  | Win, PS1           |         |
| D I C E M B R E | 15     | Project I.G.I.                                         | Win                |         |
| D I C E M B R E | 15     | Record of Lodoss War: Advent of Cardice                | DC                 |         |
| D I C E M B R E | 15     | Star Wars: Demolition                                  | PS1, DC            |         |
| D I C E M B R E | 19     | Paperino: Operazione Papero                            | Win                |         |
| D I C E M B R E | 20     | Star Trek: Starfleet Command II: Empires at War        | Win                |         |
| D I C E M B R E | 21     | Grandia: Parallel Trippers                             | GBC                |         |
| D I C E M B R E | 22     | Dave Mirra Freestyle BMX                               | Win                |         |
| D I C E M B R E | 22     | Eternal Ring                                           | PS2                |         |
| D I C E M B R E | 22     | Giants: Citizen Kabuto                                 | Win                |         |
| D I C E M B R E | 22     | Paperino: Operazione Papero                            | PS2                |         |
| D I C E M B R E | 29     | LEGO Stunt Rally                                       | GBC                |         |
| D I C E M B R E | 31     | Pokemon Stadium                                        | N64                |         |